# Adelberg
Adelberg là một đô thị ở huyện Göppingen ở bang Baden-Württemberg ở miền nam nước Đức. Đô thị này có diện tích 9,49 km², dân số thời điểm 31 tháng 12 năm 2020 là 1989 người.